# Bahriye Üçok
Bahriye Üçok właśc. Bahriye Ataç (ur. 10 maja 1919 w Trabzonie, zm. 6 października 1990 w Ankarze) – turecka polityk, teolog, dziennikarka i działaczka na rzecz praw kobiet.

## Życiorys
Była córką Hamita Ataça. Ukończyła naukę w szkole dla dziewcząt w Stambule, a następnie podjęła studia historyczne na Uniwersytecie Stambulskim. Studiowała historię i geografię na Uniwersytecie w Ankarze, a także śpiew operowy w Konserwatorium Państwowym.
Po ukończeniu studiów przez jedenaście lat pracowała jako nauczycielka w szkołach średnich w Samsunie i w Ankarze. W 1953 rozpoczęła karierę naukową na wydziale teologicznym Uniwersytetu w Ankarze. W 1957 obroniła pracę doktorską (Pierwsi fałszywi prorocy w dziejach islamu), awansując na kolejne szczeble kariery uczelnianej, do stanowiska profesora uczelni. Była pierwszą kobietą wykładającą na wydziale teologicznym w Turcji. W swoich badaniach koncentrowała się na roli kobiet w islamie.

## Kariera polityczna
Karierę polityczną rozpoczęła w roku 1971, kiedy prezydent Cevdet Sunay nominował ją na urząd senatora. W Senacie zasiadała do roku 1977. W 1977 związała się z centrolewicową Republikańską Partią Ludową. Po przewrocie wojskowym w 1980 założyła Partię Ludową (Halkçı Parti), a cztery lata później została wybrana deputowaną do Wielkiego Zgromadzenia Narodowego Turcji. Od 1985 jej partia działała pod nazwą Socjaldemokratycznej Partii Ludowej. Byłą stałą felietonistką czasopisma Cumhuriyet, sprzeciwiała się obowiązkowi noszenia przez kobiety stroju islamskiego. W jednym z programów telewizyjnych stwierdziła, że post w islamie nie jest obowiązkowy.

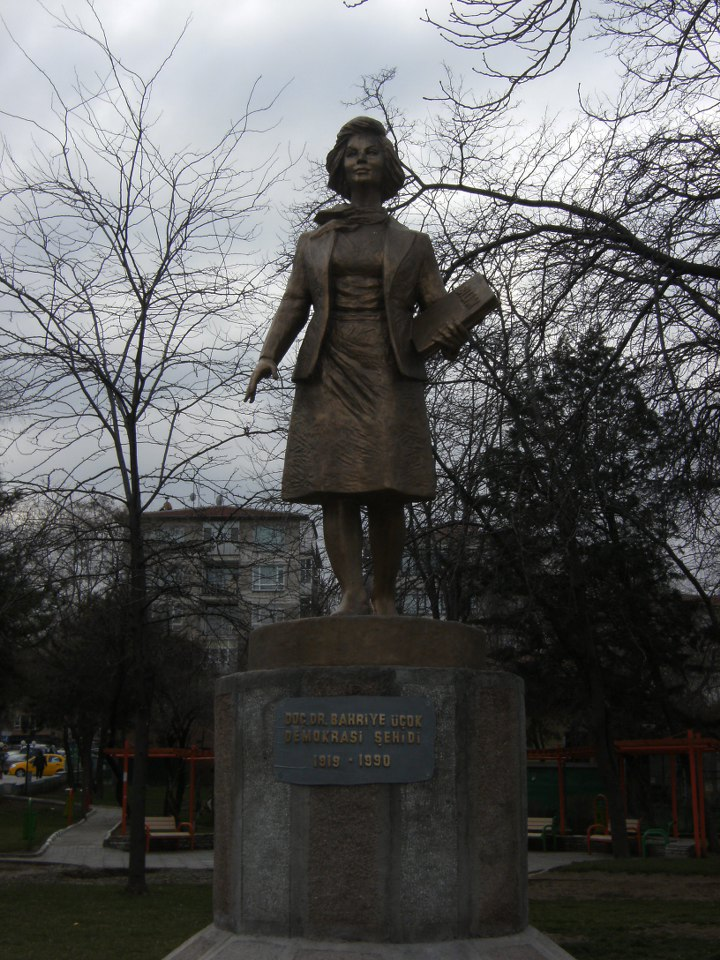
Pomnik Bahriye Üçok w Ankarze

## Okoliczności śmierci
W latach 80. Bahriye Üçok wielokrotnie otrzymywała groźby od Ruchu Islamskiego (İslami Hareket), oskarżającego ją o działalność antyislamską. 6 października 1990 zginęła w wybuchu bomby, przed własnym domem. Bomba została dostarczona w przesyłce pocztowej z książkami. Ciężko ranna Bahriye Üçok trafiła do szpitala, gdzie zmarła po trzech godzinach. Do morderstwa przyznała się organizacja Ruch Islamski, ale sprawców nie udało się ująć. Gülay Calap, kobieta, która dostarczyła paczkę, nieświadoma jej zawartości została ujęta w Izmirze i skazana na 22 lata więzienia. Üçok spoczywa na cmentarzu Karşıyaka w Ankarze.

## Życie prywatne
Była mężatką (mąż Coşkun Ücok był profesorem prawa), miała córkę Kumru.

## Zobacz także
- Uğur Mumcu